# Срби у Далмацији
Срби у Далмацији су дио српског народа који је настањен на просторима Далмације. По вјероисповјести су већином православци, а мањим дијелом и римокатолици.
У вријеме досељавања Словена на Балканско полуострво у раном средњем вијеку, дио српског народа настанио се у источним и јужним областима тадашње Далмације. У приморским областима горње Далмације тада су настале српске обласне државе, које су формирали Конављани, Травуњани, Захумљани и Неретљани. Јужне области Далмације биле су током средњег вијека у саставу српских држава Властимировића, Војислављевића и Немањића. Током раног новог вијека, дио српског народа настанио се и у залеђу сјеверне Далмације. За вријеме млетачке и аустријске власти у Далмацији, тамошњи православни Срби успјели су да очувају свој етнички и вјерски идентитет.
Уласком Далмације у састав Југославије (1918), положај далматинских Срба накратко се побољшао. Током Другог свјетског рата (1941—1945), над српским народом у Далмацији извршен је геноцид, а уништен је и знатан дио српског историјског и културног насљеђа на тим просторима. У новој Југославији, Далмација је укључена у састав југословенске федералне јединице Хрватске у којој су Срби имали статус конститутивног народа, све до 1990. Према попису из 1991. Срби су чинили 12,06% становништва Далмације (114.801 припадника).
Током рата у Хрватској (1991—1995), велики дио српског народа протјеран је са подручја Далмације. Преостали далматински Срби највећим дјелом живе у областима: Равни Котари, Буковица, Книнска Крајина, Дрнишка Крајина, Врличка Крајина и Цетинска Крајина, а мањим дјелом и у областима Загоре, Имотске Крајине и Дубровачког приморја.

## Историја
Историја српског народа у Далмацији подјељена је на три раздобља: средњовјековно, нововјековно и савремено.

### Средњи вијек
У вријеме досељавања Словена на Балканско полуострво током 6. и 7. вијека, на просторима у залеђу тадашње византијске провинције Далмације настанили су се Срби и Хрвати. У областима горње Далмације, од Боке которске до ушћа ријеке Цетине, настанила су се српска племена: Конављани, Травуњани, Захумљани и Неретљани, а даље према сјеверу, у областима доње Далмације, настанила су се хрватска племена. Најзначајнија свједочанства о раној историји Срба у јужнодалматинским областима садржана су у знаменитом историографском делу под насловом О управљању царством, које је написао византијски цар Константин VII Порфирогенит (945-959).
Тадашњи опсег српског етничког простора у Далмацији потврђује и франачки хроничар Ајнхард, који је у својим Аналима франачког краљевства забиљежио, под 822. годином, да су Срби народ који држи велики дио Далмације (ad Sorabos, quae natio magnam Dalmatiae partem obtinere dicitur).
Досељавањем Срба и Хрвата, старо романско становништво повукло се у приморске градове (Задар, Трогир, Сплит, Дубровник, Котор) и острва, која су остала под царском влашћу (византијска тема Далмација). У том периоду, од 7. до 9. вијека, извршено је и покрштавање Срба, а посљедње од српских племена у Далмацији које је примило хришћанство били су Неретљани, под чијом је влашћу била приморска област од Неретве до Цетине (Неретљанска кнежевина), укључујући и острва Мљет, Корчула, Брач и Хвар. Суседна област од Неретве до Дубровника припадала је Захумској кнежевини, чији је главни град био Стон. Даље према југу живели су Конављани, који су временом били укључени у састав српске кнежевине Травуније.
Током 11. вијека, поменуте области су биле у саставу српске државе Војислављевића, чији су владари, почевши од кнеза Стефана Војислава, држали Стон. Крајем 12. вијека, готово сва горња Далмација налазила се у саставу српске државе Стефана Немање, чији је брат Мирослав владао као удеони кнез у Захумљу, а те области су остале у саставу државе Немањића све до 14. вијека (Српско приморје), тако да је у титулама српских владара из тог периода често помињана и Далмација.
У већем броју Срби долазе у сјеверну Далмацију и у предтурско доба, о чему свједоче три српска манастира: Крупа (1317. године), Крка (1345. године) и Драговић (1395. године), као велики број православних храмова.
Сеобе неких Срба у Далмацију десиле су се и 1305, а сљедећа је била 1338. године, када је хрватски великаш Младен Шубић у сукобу с книнским кнезом Нелипићем, од босанског бана Стевана Котроманића затражио не само војску него и народ који ће населити опустјела мјеста око Скрадина и ријеке Крке. Даљи подстицај за досељавање Срба у сјеверну Далмацију била је удаја Јелене, сестре цара Душана, за Младена Шубића, 1347. године. Она је након мужевљеве смрти 1348. године, постала господарица градова Клиса и Скрадина. У јесен или зиму 1355. године у Јеленине градове стигла је војска српског цара под двојицом његових војвода, али се у њима није дуго задржала, пошто је Душан већ био мртав. Та војска се вратила, а њен командант Ђураш Илијић град Скрадин предао Млечанима. У околину Скрадина и Клиса населили су се Срби, већином из Херцеговине. Према подацима из „Далматинске хронике“ задарског надбискупа, наводи се да је 1371. године прешло из Босне много српског народа који се настанио у бреговитим странама Далмације. Тих Срба, „Влаха-шизматика“, бивало је све више, тако да су забиљежени у Задру, Шибенику, Обровцу а стигли су и пред зидине града Трогира .
Када је краљ Твртко I 1390. завладао Далмацијом, њена врата за досељавање Срба још су шире отворена, па су нове групе стизале овамо, нарочито на простору Книна. У вријеме краља Стефана Дабише, Твртковог насљедника, 1394. и 1397. године, када су Турци Османлије извршили продоре у Босну, дошло је до новог таласа исељавања Срба у Далмацију, нарочито око Книна, у Книнско Поље, Голубић, Пађене, Полачу. То се поновило и између 1413. и 1417. године, када је у Далмацију прешло тако много Срба, да се из те масе могло добити 5.000 добрих војника. Други извори биљеже да је 1450. године из Босне прешао јачи број Срба у данашње Котаре и да је тада насељена Кула Атлагић, у којој је, као и у Пађенима, Полачи, Голубићу и Книнском пољу, подигнута српска православна црква као најубједљивији доказ о њиховом присуству у том дијелу Далмације.

### Нови вијек
На карти Петера Фрајлендера (Peter Freiländer) Quinta Europa Tabula из 1520. године, назначено је да на простору планине Динаре живе планински Срби - Srby Montes. Учврстивши се у Босни и освајајући од Угарске и Млетачке републике дијелове Далмације, Турци су и сами спроводили пресељавање Срба у своје пограничне области, па је тако од 1523. до 1527. године, из Босне, Херцеговине и Старе Србије изведена највећа сеоба Срба у Далмацију. Према Кончаревићевом српском љетопису, тада је у Далмацију дошло више хиљада српских породица са многим свештеницима у мјеста напуштена од старосједјелаца — Хрвата. То потврђује и званични извјештај млетачкој влади из 1527. године, у коме се каже да се више хиљада српских породица населило у Книнску крајину, Буковицу у Котаре. Тада су подигнуте многе православне цркве, нпр. у Биљанима, Островици, Карину, Ђеврскама, Кистањама, Биовичином Селу, Радучићу, Мокром Пољу, Жагровићу. Недуго након тога, од 1537. до 1540. године, дошло је до млетачко-турског рата и подјеле Далмације између Млетачке републике и Отоманског царства. Република је задржала уски приморски појас с градовима док је Турској припао континентални дио који обухвата Котаре, Буковицу, Книнску крајину у оквиру новоствореног Личког санџака, затим Косово поље, Цетинску крајину и друге дијелове с друге стране ријеке Крке. Колико је било Срба у турској Далмацији, не може се поуздано рећи. У млетачкој Далмацији, према званичном извјештају из 1575. године, било је свега 40.656 душа, од којих 13.297 Срба.
Прошле су затим деценије без знатнијег помјерања становништва, а онда, 1633. године, из Босне и Србије, због турских зулума, јаки број српских породица пребјегао је на млетачку територију и населио се на просторе око Задра, Шибеника и других градова о чему је званични извјештај послао лично далматински провидур Франческо Зена. Но петнаестак година касније кужна епидемија походила је ове крајеве, нарочито око Шибеника, и однијела на хиљаде душа док се дио становништва због глади, одселио у друге покрајине.
Пола вијека касније, у току рата Свете лиге против Турске, од 1683. до 1699. године, дошло је до промјене млетачко-турске границе у Далмацији. Република је дошла у посјед Книнске крајине и потпуно заокружила границе Далмације, које ће се задржати до краја млетачке власти на овој страни Јадранског мора.
У току XVIII вијека само два извора свједоче о новим сеобама Срба у млетачку сјеверну Далмацију. Први потиче из 1706. године од викара скрадинског бискупа, који тврди да се у тридесетак села Скрадинске бискупије населило више од 10.000 шизматика из Паноније, које је предводило њихових двадесетак калуђера. Но за ту вијест тешко је наћи потврду у другим изворима, па је немогуће оцијенити да ли је она потпуно вјеродостојна. Према другом извору, у току руско-турског рата 1768—1774. доста Срба из Босне прешло је у Далмацију, од којих се само у Скрадин населило 400 душа, док је непознат број остао у околини Задра, Шибеника и Книна. Десет година прије тога, 1758, Далмација и Бока Которска имала је 51.268 православних поданика који су чинили једну трећину цјелокупне њене популације. Већи дио српског становништва налазио се у сјеверној Далмацији око Задра, Книна и Бенковца. Међутим, у осмој деценији XVIII вијека српско становништво у сјеверној Далмацији прориједило се због исељавања до кога је дошло због глади и вјерског угњетавања, а из оног дијела који је био под Турцима, због њиховог зулума над хришћанима. Архимандрит манастира Крупе, Герасим Зелић, забиљежио је да се због глади 1774. године, у Турску и у Аустријску монархију (у Срем понајвише) иселило око 1.000 српских породица. Генерални провидур за Далмацију у једном извјештају из 1790. године наводи да је на подручју Задра у 12 српских села и 89 заселака било 24.313 душа.
Након пропасти Млетачке републике 1797. године, Далмација и Бока Которска дошле су под аустријску, затим под француску, а од 1813. године, поново под аустријску власт. Становништво се усталило у својим насељима. Према поузданом извору црквеног поријекла, године 1835. у Далмацији је било 71.426 становника српске народности, православне вјероисповјести.
Од 1883. до 1918. Српска странка је имала посланике у Сабору. Током шестог сазива (1883– 1889) Срби су имали осам посланика, током седмог и осмог (1889–1901), у деветом (1901–1908) шест и у посљедњем десетом сазиву укупно седам посланика. У посљедњем сазиву Далматинског сабора Срби су, уз заступника по праву, епископа Никодима Милаша, имали још седам заступника: др Стијепо Кнежевић, адвокат, биран у „курији велепорезника“ у Дубровнику; Владимир Симић, посједник, биран у „курији вањских опћина“ Бенковац, Обровац и Кистање; др Лујо Бакотић, адвокат, др Душан Баљак, адвокат и Јосип Кулишић, посједник и општински начелник у Врлици, бирани у „курији вањских опћина“ Дрниш, Книн и Врлика, др Александар Митровић, адвокат и др Стјепан Срзентић, посједник и општински начелник Будве, бирани у „курији вањских опћина“ Котор, Херцег Нови, Рисан и Будва. Додатно, Владимир Симић је обављао функцију потпредсједника Далматинског сабора у посљедњем засједању (1908–1918).
Ову политичку традицију нагло прекида репресивна аустроугарска политика која је ступила на снагу по избијању Првог свјетског рата.

### Југославија
Вијековима васпитаван за грубу физичку борбу и дуго држан у романтичарском заносу и бајним сновима о слободи која мора доћи; преморен и изнемогао у дуготрајној борби са стихијама и својим националним душманима, а без икаква политичког искуства, овдашњи српски човјек је дочекао слободу као потпуно и коначно рјешење свих својих животних проблема. Најприје је ударио у бубње и таламбасе, у вриштање и пјесму радости, а онда – мртав пијан од слободе – легао да спава, у непоколебљивом увјерењу да о свему осталом што се њега тиче има ријеч мајка Србија и наш Београд. Тако је мислио народ, а тако и интелигенција.

— прота и публициста Стеван Простран
Срби Далмације улазе у Југославију као дио српског народа са богатим политичким искуством стеченим у аустроугарском политичком систему.
За вријеме Краљевине Југославије Срби из Далмације су просјечно давали четири посланика по скупштинском сазиву. Додатно су их представљала укупно четири сенатора и неколико министара. Када се упореди број становништва Далмације наспрам Југославије, уочљиво је да је овај дио народа по броју посланика и високорангираних политичара био представљен изнад свог процента удела у укупној популацији. И поред политичке заступљености, домети далматинских политичара су били ограничени, тако да се о значајним питањима за Србе Далмације говорило на регионалном нивоу, прво у Сплиту и Дубровнику а по стварању Бановине Хрватске у Загребу.
Током политичких борби двадесетих година ХХ вијека, Срби Далмације заступали су другачију политику од Срба из других дијелова данашње Хрватске. Они су континуирано били поборници  радикала, док су Срби из Лике, Кордуна, Баније већински гласали за политику пречанских Срба односно Светозара Прибићевића.
У међуратном периоду Срби Далмације нису били политички нарочито активни, што је неколико савременика окарактерисало као успаваност.
Пред Други свјетски рат је запажено негативно опхођење и намјере спрам Срба Далмације. Мада су обични људи различитих вера често били у добрим односима "подбада [се] мржња". Православнима је распоредом средњих школа „[готово] онемогућено школовање”, основних школа је недовољно, правна заштита је „почела попуштати”.

### Дубровник
Године 1219. Свети Сава оснива Хумску епископију са сједиштем у Стону, када је значајан дио становништва тог дијела био православан. Срби у овим крајевима примају римокатоличку вјеру под утицајем Дубровачке и Млетачке републике.
Краљ Стефан Душан и дубровачка влада (тада под управом Венеције) су 1333. постигли заједнички договор око предаје Пељешца. Дубровчани су плаћали 500 златних перпера накнаде по години за полуострво и морали су да се обавежу да ће дозволити слободно исповједање православне вјере на њему. Дубровачка управа плаћала је надокнаду која је ишла у буџет српских манастира наредних 470 година, све до самог пада Републике.
Значај дио економског успјеха Дубровника огледа се у трговини и трговачким повластицама које су имали са Србијом и Босном.
Извршна власт Републике бранила је веће насељавање и подизање институција православног становништва у граду ради одржавање изузетно важних добрих односа са Отоманском империјом, која би тако задржала већи број пореских обвезника.
Значајно насељавање православног становништва догађа се после великог земљотреса 1667, када бројни радници и зидари долазе из залеђа како би радили на темељној обнови града.
У 18. вијеку бројни православни трговци и занатлије (већином из Херцеговине) остварују значајне пословне успјехе у граду и граде трговачке мреже које су се протезале до Сарајева. Неколико трговаца у тестаментима завјештава комплетан иметак свом народу, Јерусалиму и Српској православној цркви.
Српска православна црквена општина је основана 1790. године.
Царска Русија се током 18. и  19. века поставља као заштитница православних хришћана у Отоманској империји, што је довело до одређеног побољшања положаја православља у Републици.
У другој половини деветнаестог вијека Дубровник је био културни и привредни центар приморских Срба. По попису аустријских власти из 1890. од 7.22о становника Дубровника, 5.823 грађана навело је да говори српским језиком, док није било ниједног грађанина који говори хрватским језиком. Национални рад приморских Срба одвијао се преко просветних и привредних друштава која су окупљала Србе католичке и православне вере.
Већина хрватских листова са краја 19. вијека је упорно промовисала своју теорију да су православци само Срби а римокатолици само Хрвати, са циљем да добије ексклузивна права на наслијеђе дубровачке културе и управу у граду Дубровнику, иако историјски држава Хрватска ни у једном облику није обухватала ни Дубровник нити околину, као и да направи заваду у српском народу на основу вјерског опредјељења.
Срби у Дубровнику су били стално циљани и над њима и њиховим предузећима се вршило насиље од стране Хрвата, Италијана и страних окупатора од 19. вијека, посебно за вријеме Првог свјетског рата, за вријеме бановине Хрватске и коначно за вријеме Другог свјетског рата. Ови таласи насиља, планираног похрваћивања Срба римокатолика и отимања имовине довели су до значајног смањења броја Срба у Дубровнику, њихове економске моћи и утицаја.
На попису из 1931. око 9.000 Срба је живело на подручју Дубровника, односно 64%, да би 1991. било 4.342 Срба или 9%, а након етничког чишћења Срба из Хрватске, 2011. године само 1.164 или 3% Срба.
Удружења
Друштво Српско братство, основано 1897. Оно се трудило да цјелокупни јавни живот Срба концентрише у јединственој организацији и на политичкој основи, међутим аустријске власти су Српско братство забраниле 1899. На скупштини у Книну, 20. и 21. октобра 1901. основано је Просветно-привредно друштво Српска зора. Оно је настало по узору на Српско привредно друштво Привредник. Најзаслужнији за оснивање Српске зоре био је књижевник и новинар Антун Фабрис. Друштво је имало два циља, унапређење привреде и подизање опште просвијећености српског народа на приморју. Да би унаприједила привреду Српска зора је подстицала оснивање земљорадничких задруга по селима и штедионица по градовима. Такође је помагала сељацима. На просвјетном плану давала је помоћ и стипендије сиромашним ученицима. Од 1907. излазио је два пута мјесечно лист „Српска Зора“ „за просвјету и привреду“. За курсеве описмењавања Српска зора бесплатно је давала своје букваре са читанком. Српска зора је код сваке земљорадничке задруге оснивала Задружну библиотеку, док је у градовима оснивала Народне књижнице.
Српска Зора је такође помагала и рад српских пјевачких друштава међу којима су Јединство основано 1839. у Котору, Бранко у Задру, Србадија у Шибенику и Слога основане 1874. у Дубровнику. Помагало је и рад српске музике у Дубровнику и Книну. У просвјетном раду Српска зора сарађивала је са Добротворним задругама Српкиња у Дубровнику, Книну, Задру... Рад Српске зоре омогућавали су доприноси „Видовданског дарка“; редовних чланова, утемељивача и добротвора, прилози пригодом народних и приватних свечаности и прослава; српских општина; приходи од артикала које је сама издавала. Дубровачка Матица српска основана је 1909. Са Матицом Српска зора добила је снажну помоћницу за подизање просвјете приморских Срба.
Часописи
Од 1878. до 1884. излазио је књижевни часопис словинског покрета, Словинац. На овом часопису радили су дубровачки Срби Нико и Медо Пуцић, Луко Зоре, Иван Стојановић, Марко Цар, Јован Сундечић и Мато Водопић. Први лист Срба у Дубровнику звао се Гуштерица и излазио је 1882/83. Послије Гуштерице новине дубровачких Срба биле су лист Глас Дубровачки који је излазио 1885/86., Дубровник који је основан 1892, календар-алманах Дубровник основан 1897. и часопис Срђ основан 1902. Гуштерицу и Глас Дубровачки уређивао је Никша Гради. Лист Српске народне странке на Приморју Дубровник уређивао је послије Вука Врчевића књижевник Антун Фабрис од 1895. до своје смрти 1904. Антун Фабрис је такође уређивао календар Дубровник, Срђ и издавање Српске дубровачке библиотеке.
Образовање
Редовну школу за православне Србе Дубровчане увео је Георгије Николајевић, први мирски парох дубровачки, историчар, аутор и друштвени радник, који касније постаје митрополит дабробосански. Он о стању у школству тридесетих година 19. века пише: „Деца наша по градовима, особито господска и трговачка, као у Задру, Шибенику, Котору, италијански су говорила, без да су свога језика добро разумевала. Књиге српске из Унгарије превећ је мучно у Далмацију уносити било, а из Србије још мучније и подозрителније. О школама српским није се готово ни говорити смело, нити ји јавно заводити”. Школа је радила од 1833 до 1849.
У доба реформи у царевини 1848-1849, Николајевић поново иступа са захтевима да се дозволи редовно школство Србима у Дубровнику и широм Далмације. Он у једном писму наводи: "Ми у Далмацији Срби православне цркве просимо да се у наше школе језик српски и књиге српске, штампане кирилским писменима, уведу." Након добијања дозволе, школа се поново покреће 1849. и прве школске године има 33 ученика. Једна од учитеља у школи био је Вук Врчевић.
Поред поменуте, у Дубровнику је радила и женска школа "Божо Бошковић", која је основана и финансирана на основу тестамента знаменитог Дубровачког Србина Боже Бошковића. Године 1913. мушка и женска школа се сједињују.
Школа је радила у отежаним околностима током Првог светског рата. По завршетку рата, 1920. године школа је проглашена за државну.

## Географска распрострањеност Срба у Далмацији 1991. године
Попис становништва у бившој Југославији 1991. године је спроведен неколико мјесеци уочи рата, због чега је његов значај изузетан. То је посљедњи попис на коме су Срби у Далмацији и Хрватској уопште имали велику бројност. Највећа популација Срба се налазила у сјеверном дијелу Далмације (преко 90%), док је далеко мањи број био у околини Имотског и у области Неретве.

### Равни котари
У Равним котарима, Срби насељавају Задар (14% Срба) и његово залеђе, односно село Црно (14%), Бабин Дуб (12%), Смоковић (96%), Мурвица (20%), Земуник Доњи (12%), Земуник Горњи (62%), Пољица (24%) и Трибањ-Шибуљина (26%) преко Подгорског канала, у подножју Велебита на мору. Ислам Латински (20%), Ислам Грчки (87%), Доњи Кашић (99%), Доње Биљане (97%), Смилчић (68%) и Горње Биљане (98%) се налазе између Задра, Бенковца и Новиградског мора. Град Бенковац (74%) и његова околина се налазе између Равних Котара и Буковице. Уз Бенковац су Буковић (99%) и Бенковачко Село (98%). Према сјеверозападу се настављају Кула Атлагић (94%) и Корлат (43%). Западно од Бенковца су Раштевић (46%), Заград (61%) и Надин (2%). Према југозападу, односно Биограду на Мору (8%) су Запужане (97%), Јагодња Горња (97%), Јагодња Доња (76%), Полача (7%), Тињ (16%), Лишане Тињске (94%) и Какма (78%). Најближе Бенковцу с јужне стране су Шопот (28%), Подлуг (16%) и Перушић Бенковачки (27%). Даље на југу, према Вранском језеру су Мирање (98%), Церање Горње (80%), Церање Доње (92%), Коларина (96%), Пристег (43%), Врана (18%) и Радошиновци (21%). На југоистоку, према Шибенику се налази Вукшић (15%), Провић (57%), Морполача (96%), Чиста Мала (94%) и Гаћелези (53%).

### Буковица
Буковица је област на сјеверозападу Далмације, према Лици. На Зрмањи се налази град Обровац (75%) и Затон Обровачки (62%) сјеверно од њега. Јужно од Обровца су: Крушево (6%), Зеленград (90%), Медвиђа (41%), Брушка (10%), Горњи Карин (97%), Доњи Карин (98%), Поповићи (20%). Источно од Обровца, око ријеке Зрмање су: Билишане (99%), Мушковци (99%), Голубић (99%), Крупа (100%), Богатник (100%), Каштел Жегарски (99%), Надвода (100%), Комазеци (100%), Ервеник (97%), Мокро Поље (100%) и Радучић (99%). Највеће српско село у Далмацију су Кистање (98%). Сјеверно и западно од њих су Ивошевци (98%), Биовичино Село (100%), Модрино Село (100%), Колашац (99%), Нунић (82%), Бјелина (89%) и Парчић (100%). Између Бенковца, Кистања и Скрадина су села: Кожловац (99%), Бргуд (99%), Брушка (95%), Доњи Лепури (13%), Булић (9%), Островица (91%), Добропољци (95%), Гошић (100%), Ђеврске (98%), Зечево (100%), Вариводе (99%), Смрдеље (99%), Крњеуве (99%), Какањ (99%), Ићево (40%), Брибир (94%), Жажвић (91%), Међаре (98%), Цицваре (81%), Пираматовци (5%), Ждрапањ (91%), Ваћани (15%), Горице (99%), Братишковци (98%), Пластово (61%), Велика Глава (98%), Сонковић (52%), Грачац (81%), Бићине (7%) и Скрадинско Поље (96%) код Скрадина (18%).

### Книнска крајина
Книнска крајина је област са највећим удјелом српског становништва. Книн (80%) је масовним досељавањем Срба из околних села послије Другог свјетског рата постао град са највећим процентом Срба. С њим је спојено Книнско Поље (84%) и Ковачић (86%). Једно од највећих села је Полача (99%) у подножју Динаре. Са западне стране Книна је Љубач (95%), а са јужне Врбник (98%) и Поткоње (17%). У Далматинском Косову се налази Бискупија (95%), Орлић (100%), Марковац (100%), Риђане (99%), Звјеринац (84%), Уздоље (100%) и Рамљане (98%). Сјеверно од Книна је Врпоље (32%), Жагровић (99%), Голубић (98%), Радљевац (99%), Стрмица (97%) и Плавно (99%), које је највеће село овог краја. Западно од Книна, граница према Буковици је недефинисана. Ту се налази Оћестово (99%), Пађене (99%) и Отон (99%).
| Книнска крајина |       |       |       |       |
| година пописа   | 1991. | 1981. | 1971. | 1961. |
| Книн            | 9.867 |       |       |       |
| Книнско Поље    | 342   |       |       |       |
| Ковачић         | 1.025 |       |       |       |
| Полача          | 1.577 |       |       |       |
| Љубач           | 163   |       |       |       |
| Врбник          | 1.309 |       |       |       |
| Поткоње         | 31    |       |       |       |
| Бискупија       | 906   |       |       |       |
| Орлић           | 844   |       |       |       |
| Марковац        | 241   |       |       |       |
| Риђане          | 357   |       |       |       |
| Звјеринац       | 290   |       |       |       |
| Уздоље          | 766   |       |       |       |
| Рамљане         | 559   |       |       |       |
| Врпоље          | 174   |       |       |       |
| Жагровић        | 1.373 |       |       |       |
| Голубић         | 1.389 |       |       |       |
| Радљевац        | 384   |       |       |       |
| Стрмица         | 1.298 |       |       |       |
| Плавно          | 1.708 |       |       |       |
| Оћестово        | 348   |       |       |       |
| Пађене          | 553   |       |       |       |
| Отон            | 692   |       |       |       |
| укупно          | '     | '     | '     | '     |

### Дрнишка крајина
У Дрнишкој крајини, највећи број Срба насељава Петрово поље: Дрниш (22%), Кричке (62%), Ружић (21%), Сиверић (10%), Тепљух (83%), Биочић (94%), Миочић (97%), Кањане (91%), Кадина Главица (27%). Изнад поља, на обронцима Свилаје су Баљци (96%) и Мирловић Поље (39%). У Промини, Срби насељавају Велушић (53%), Развође (32%), Бободол (82%) и Богатић (12%). Јужно од Дрниша, односно планине Мосећ су насеља Житнић (51%) и Мосећ (7%), која се могу сврстати и у Загору. Код ушћа Чиколе у Крку, у наставку Миљеваца је село Нос Калик (98%). Штиково (90%) на Свилаји се може сврстати и у Дрнишку и у Врличку Крајину.
| Дрнишка крајина |       |       |       |       |
| година пописа   | 1991. | 1981. | 1971. | 1961. |
| Дрниш           | 1.021 |       |       |       |
| Кричке          | 445   |       |       |       |
| Ружић           | 98    |       |       |       |
| Сиверић         | 97    |       |       |       |
| Тепљух          | 360   |       |       |       |
| Биочић          | 378   |       |       |       |
| Миочић          | 402   |       |       |       |
| Кањане          | 213   |       |       |       |
| Кадина Главица  | 138   |       |       |       |
| Баљци           | 453   |       |       |       |
| Мирловић Поље   | 188   |       |       |       |
| Велушић         | 147   |       |       |       |
| Развође         | 160   |       |       |       |
| Бободол         | 149   |       |       |       |
| Богатић         | 13    |       |       |       |
| Житнић          | 257   |       |       |       |
| Мосећ           | 10    |       |       |       |
| Нос Калик       | 50    |       |       |       |
| Штиково         | 324   |       |       |       |
| укупно          | '     | '     | '     | '     |

### Врличка крајина
Врличка крајина се налази око горњег тока Цетине и града Врлике. Сјеверно од Врлике су села: Цетина (93%), Цивљане (96%), Косоре (32%). Источно од Врлике (17%) су Гарјак (6%) и Подосоје (27%). Јужно, између Свилаје и Цетине тј. Перучког језера су Маовице (12%) и Отишић (99%), највеће српско село у том крају. Са друге стране Цетине, у подножју Динаре је Кољане (90%), Лактац (81%), Дабар (45%), Засиок (13%).
| Врличка крајина |       |       |       |       |
| година пописа   | 1991. | 1981. | 1971. | 1961. |
| Цетина          | 793   |       |       |       |
| Цивљане         | 790   |       |       |       |
| Косоре          | 431   |       |       |       |
| Врлика          | 233   |       |       |       |
| Гарјак          | 8     |       |       |       |
| Подосоје        | 137   |       |       |       |
| Маовице         | 107   |       |       |       |
| Отишић          | 996   |       |       |       |
| Кољане          | 257   |       |       |       |
| Лактац          | 100   |       |       |       |
| Дабар           | 55    |       |       |       |
| Засиок          | 10    |       |       |       |
| укупно          | '     | '     | '     | '     |

### Цетинска крајина
Цетинска крајина обухвата средњи ток Цетине и околину Сиња. Сјеверно од Сиња, у подножју Динаре су Горњи Бителић (22%), Доњи Бителић (12%) и Румин (3%), док је у подножју Свилаје Зелово Сутинско (74%), Лучане (8%), Сухач (8%) и сам Сињ (2%). Према Сплиту (Дицмо) се налазе Сушци (44%) и Сичане (2%). Сушци или Шушци су по попису имали велики број Југословена, што је Хрватима обезбедило релативну већину. Југоисточно од Сиња, према Имотском су Велић (6%) и Горња Тијарица (7%).
| Цетинска крајина |       |       |       |       |
| година пописа    | 1991. | 1981. | 1971. | 1961. |
| Горњи Бителић    | 71    |       |       |       |
| Доњи Бителић     | 75    |       |       |       |
| Румин            | 6     |       |       |       |
| Зелово Сутинско  | 20    |       |       |       |
| Лучане           | 56    |       |       |       |
| Сухач            | 44    |       |       |       |
| Сињ              | 251   |       |       |       |
| Сушци            | 99    |       |       |       |
| Сичане           | 11    |       |       |       |
| Велић            | 25    |       |       |       |
| Горња Тијарица   | 35    |       |       |       |
| укупно           | '     | '     | '     | '     |

### Загора
У Загори су углавном чиста хрватска насеља, осим неколицине у залеђу Шибеника (9,5%) и Сплита (4,5%), тј. Солина (2%), Клиса (2%) и Каштела (2,5%). У залеђу Шибеника се налазе: Градина (30%), Лозовац (14%), Коњеврате (7%), Радонић-шибенски дио села (40%). У залеђу Сплита, Каштела и Солина су: Радошић (13%) и Лећевица (21%), Велики Броћанац (17%) и Вучевица (9%), Брштаново (6%).
| Загора                        |       |       |       |       |
| година пописа                 | 1991. | 1981. | 1971. | 1961. |
| Градина                       | 116   |       |       |       |
| Лозовац                       | 67    |       |       |       |
| Коњеврате                     | 13    |       |       |       |
| Радонић (шибенски дио насеља) | 50    |       |       |       |
| Радошић                       | 33    |       |       |       |
| Лећевица                      | 77    |       |       |       |
| Велики Броћанац               | 31    |       |       |       |
| Вучевица                      | 8     |       |       |       |
| Брштаново                     | 25    |       |       |       |
| укупно                        | '     | '     | '     | '     |

### Имотска крајина
У Имотској крајини Срби живе у неколико насеља, али не чине већину у њима. То су насеља на ободу Имотског поља: Главина Доња (19%), Каменмост (35%), Криводол (23%), Змијавци (4%), Имотски (4%), Горње Подбабље (4%), Доњи Проложац (3%).
| Имотска крајина |       |       |       |       |
| година пописа   | 1991. | 1981. | 1971. | 1961. |
| Главина Доња    | 331   |       |       |       |
| Каменмост       | 275   |       |       |       |
| Криводол        | 156   |       |       |       |
| Змијавци        | 108   |       |       |       |
| Имотски         | 152   |       |       |       |
| Горње Подбабље  | 27    |       |       |       |
| Доњи Проложац   | 52    |       |       |       |
| укупно          | '     | '     | '     | '     |

### Неретљанска област
У Неретљанској области Срби чине већину у два насеља: Глушци (97%) код Метковића и Михаљ (48%) близу мора. У Михаљу немају апсолутну већину зато што су се многи изјаснили као Југословени. Значајан број Срба живи и у Метковићу (4%).
| Неретванска област |       |       |       |       |
| година пописа      | 1991. | 1981. | 1971. | 1961. |
| Глушци             | 97    |       |       |       |
| Михаљ              | 220   |       |       |       |
| Метковић           | 484   |       |       |       |
| укупно             | '     | '     | '     | '     |

## Култура
Неки од аутентичних обичаја Срба у Далмацији су чување Христовог гроба, ојкање и сињска алка.
Крајишки ликовни салон се традиционално одржава у Београду, преко 20 година. У домену ликовне културе дјеловало је Српско културно друштво Зора.
У љето 1990. године почела је да дјелује ликовна колонија Умјетничко братство манастира Крка.
Дводјелну документарну емисију о култури Срба у Далмацији режирао је Никита Миливојевић 2021. године.

## Познате личности
- Јелена Немањић Шубић, ћерка краља Стефана Дечанског и сестра цара Душана, супруга Младена III Шубића, господара Омиша, Клиса и Скрадина; мајка Младена IV Шубића
- Цвијан Шарић, свештеник, харамбаша са чином сердара и истакнута личност шибенског краја
- Стојан Јанковић, један од вођа српских ускока у Равним котарима у XVII веку
- Петар Јагодић Куриџа, Куриџина буна се одвијала 1704. године, у Далмацији под млетачком влашћу
- Стефан Љубибратић, епископ далматински (1719—1722)
- Симеон Кончаревић, епископ далматински и албански (1751—1757)
- Руђер Бошковић, најзначајнији математичар и астроном града Дубровника, уврштен међу 100 најзнаменитијих Срба свих времена
- Герасим Зелић, калуђер и архимандрит у манастиру Крупи, епископски викар у Далмацији и Боки Которској
- Петар Прерадовић, генерал-мајор аустроугарске војске, песник
- Матија Бан, професор Лицеја, политичар и дипломата
- Војин Јелић, књижевник, новинар, наставник и публициста
- Герасим Петрановић, епископ новоосноване Епархије бококоторске, дубровачке и спичанске
- Марко Мурат, српски сликар из Дубровника
- Валтазар Богишић, историчар права, министар правде Црне Горе, професор, правник. Био је активни радник Уједињене омладине српске
- Никодим Милаш, далматински епископ и теолог
- Луко Зоре, филолог и књижевник, саборски заступник и уредник Словинца
- Сава Бјелановић, политичар, вођа Срба у Далмацији и народни посланик у покрајинском Далматинском Сабору
- Симо Матавуљ, писац, књижевник, академик, припада епохи реализма. Његова најпознатија дела су роман Бакоња фра Брне и приповетка Пилипенда
- Иво Војновић, правник и књижевник, написао је Дубровачку трилогију у којима је описао пад Дубровачке републике
- Лујо Бакотић, правник, публициста, лексикограф и дипломата
- Владимир Ардалић, песник, приповедач и етнолог
- Иво Ћипико, је истакнути српски приповедач кога је у прошлом веку дала Далмација
- Живко Стојсављевић, сликар
- Онисим Поповић (1872-1914), из Бискупије, код Книна, народни вођа и јунак
- Обрад Егић, генерал, народни херој
- Бошко Десница, правник, историчар и публициста
- Владан Десница, књижевник
- Мирко Королија, књижевник
- Марко Јачов, историчар
- Владимир Беара, фудбалски голман, тренер
- Петар Надовеза, фудбалер, тренер
- Илија Петковић, фудбалер, тренер
- Радомир Вукчевић, фудбалски голман
- Јован Рашковић, неуропсихијатар, професор, академик, политичар
- Петар Трифуновић, је био југословенски и српски шахиста и доктор права
- Дамјан Штрбац, свештеник, Свети свештеномученик Дамјан Граховски
- Момчило Ђујић, свештеник, за време Другог светског рата вођа Српских устаника, командант Динарске Дивизије и четнички војвода
- Данило Николић, књижевник
- Јован Радуловић, књижевник
- Славко Суботић, атлетичар
- Мирко Буловић, глумац
- Стојан Бербер, професор, књижевник и доктор
- Александар Маринчић, академик, професор Електротехничког факултета у Београду, био је директор Музеја Николе Тесле
- Арсеније Дедић, композитор, песник, аранжер, текстописац, кантаутор и музичар
- Милутин Дедић, академски сликар, историчар уметности и путописац
- Момчило Попадић, новинар, књижевник, песник и есејиста.
- Мирко Марјановић, политичар, предсједник Владе Републике Србије у периоду 18. март 1994 — 23. октобар 2000
- Весна Дамјанић (рођена 1977. у Шибенику), новинар
- Аријан Комазец, кошаркаш
- Иван Ергић, фудбалер
- Милан Борјан, фудбалски голман